# Referendum costituzionale in Albania del 1998
Il Referendum costituzionale in Albania del 1998 si è tenuto il 22 novembre 1998 per chiedere agli elettori se approvassero la Costituzione.
Il testo costituzione fu approvato dal 93,5% dei votanti, con un'affluenza del 50,6%, ed entrò in vigore il 28 novembre in occasione del Giorno dell'indipendenza albanese.

## Contesto
Dopo la vittoria del Partito Socialista alle elezioni politiche del giugno 1997 che ristabilirono l'ordine democratico dopo l'anarchia albanese del 1997 e la riconferma della Repubblica al referendum dello stesso giorno, nel mese di settembre successivo venne istituita dall'Assemblea di Albania una commissione costituzionale composta da 21 membri, tra cui dodici membri del Partito socialista e del Partito socialdemocratico al potere e nove membri del Partito democratico. Alla Commissione fu concesso un termine di sei mesi per la produzione di una bozza di Costituzione.
I cittadini albanesi furono ampiamente consultati durante la stesura della bozza, tramite sondaggi, forum e incontri pubblici. Nonostante il Partito Democratico abbia boicottato la Commissione fino alle ultime fasi del processo, anche con un tentativo di colpo di stato del suo leader Sali Berisha in seguito all'assassinio del parlamentare Azem Hajdari, la Commissione parlamentare completò il suo progetto di Costituzione il 4 agosto 1998, dopo aver ottenuto una proroga di sei mesi. Dopo la sua pubblicazione, si svolseto ulteriori audizioni e dibattiti, che portarono alla modifica di circa un quarto degli articoli della prima bozza.
La seconda bozza è stata poi approvata dal Parlamento il 21 ottobre 1998 con 115 voti favorevoli e nessuno contrario, mentre 40 parlamentari, in maggioranza membri del Partito Democratico, non parteciparono al voto. Il presidente Rexhep Meidani firmò il giorno stesso il decreto n. 2241 "Referendum obbligatorio secondo l'art. 47 della Costituzione provvisoria". Il 12 ottobre 1998 il Parlamento cancellò il requisito del quorum minimo del 50% per la validità di un referendum, dato che il Partito Democratico all'opposizione ne sosteneva il boicottaggio.

## Risultati
La Commissione elettorale centrale fece stampare 2.003.771 schede elettorali per il 17 novembre 1998, da usare nei 4.583 seggi elettorali. Il numero di elettori iscritti era comunque inferiore a quello delle elezioni e del referendum del 1997.
La Commissione elettorale centrale pubblicò i risultati finali il 27 novembre 1998, annunciando però solo il numero di votanti, l'affluenza e i voti favorevoli. Il resto delle cifre sono ricalcolate, ma i dati sono incoerenti, probabilmente a causa di errori nei seggi elettorali e non corretti a livelli più alti.
Il presidente della repubblica Rexhep Meidani promulgò la Costituzione il giorno seguente, 28 novembre, Giorno dell'indipendenza albanese.
| Scelta                                  | voti      | %    |
| --------------------------------------- | --------- | ---- |
| Sì                                      | 879 488   | 93,5 |
| No                                      | 61 000    | 6,5  |
| Schede bianche/nulle                    | 27 000    | –    |
| Totale                                  | 968 346   | 100  |
| Elettori registrati/affluenza alle urne | 1 914 859 | 50,6 |
| Fonte: Nohlen & Stöver                  |           |      |